# Acsády Ádám Péter
Acsádi Acsády Ádám Péter (Pápa, 1680 körül – Pápa, 1744. október 10.) veszprémi püspök és ennélfogva veszprémi örökös főispán.

## Életpályája
A nemesi származású acsádi Acsády család sarja. Apja acsádi Acsády Pál, 1700-ban Veszprém vármegye alispánja, földbirtokos, édesanyja mezőszegedi Szegedy Magdolna volt. Anyai nagyszülei mezőszegedi Szegedy Gáspár (fl. 1664), földbirtokos és nemes Hatos Anna (fl. 1645) voltak. A középiskolát Pápán a pálosoknál és Nagyszombatban végezte, a teológiát a bécsi egyetemen tanulta.
1705-ben szentelték pappá. Először a győri egyházmegye területén működött, de 1711-ben már Pápán plébános, kisebb kitérők után 1718-ban ugyanott főesperes. 1723-ban káptalani követként részt vett az országgyűlésen és bátran állást foglalt a magyar nyelv jogai mellett. 1725. szeptember 7-étől veszprémi püspök, vármegyei örökös főispán és királyi kancellár. Az utolsó püspökkancellár volt. beiktatására csak 1726. április 29-én került sor. A kancellári méltóságáról 1732-ben mondott le, amikor Bécsből egyházmegyéjébe költözött, Pápán és Sümegen tartózkodott. Betegsége miatt 1734-ben Padányi Biró Márton felsőörsi prépostot tette meg helynökévé.
Pápán a pálosok templomába – a mai Bencés Nagyboldogasszony-templomba – temették. Életében Acsády jelentősen hozzájárult a pápai, nyirádi, sümegi templom helyreállításához és felszereléséhez, valamint a veszprémi püspöki palota újjáépítéséhez.